# Авунор, Кофи
Кофи Авунор (англ. Kofi Awoonor; 13 марта 1935 — 21 сентября 2013) — ганский англоязычный поэт и государственный деятель из народа эве.

## Биография
Кофи Ньедеву Авунор родился в селении Вета (Wheta) около города Кета в британской колонии Золотой Берег. От бабушки, исполнительницы погребальных песен, усвоил первые знания об устной поэзии эве и её исполнителях. Учился в школе в Ачимота, получил высшее образование в Университете Ганы, в 1963 году получил степень бакалавра и затем стал преподавать там африканскую литературу. В 1964 году вышел его первый поэтический сборник — «Второе открытие» (Rediscovery and Other Poems). Его ранняя поэзия была основана на фольклоре народа эве, в том числе погребальных песнях. Публиковался первоначально под именем Джордж Авунор-Уильямс (George Awoonor-Williams).
Во время правления Кваме Нкрумы занимал пост директора кинематографической корпорации Ганы (Ghanaian Film Corporation). Также работал в Институте африканистики в Легоне, занимаясь фольклором и устной ганской поэзией. Как редактор журнала «Окьеаме» (Okyeame) в начале 1960-х годов «открыл» некоторых ганских поэтов. В 1966 году заключён в тюрьму за связи с режимом Нкрумы.
Позднее Авунор продолжил своё образование в Великобритании, где учился в Лондонском университете (1967—1968). В этот период он написал несколько радиопостановок для Би-Би-Си. С 1968 года жил в США, где написал ещё ряд произведений (This Earth, My Brother и My Blood), в 1972 году в Университете Нью-Йорка в Стони-Брук получил докторскую степень (PhD) по английской и сравнительной литературе. Докторская диссертация, опубликованная в 1975 году под названием «Грудь Земли», принесла ему известность одного из ведущих африканских литературных критиков. Также Авунор опубликовал переводы поэтического (1974) и прозаического (1981) фольклора эве.
Роман «Эта земля, брат мой» (1969, опубл. 1971, Нью-Йорк) самим автором характеризовался как аллегорическое произведение, в котором образы — «только символы, иносказания»; использует модернистские техники, включая внутренний монолог. Его главный герой — африканец, проживший много лет в Европе и вернувшийся на родину, чувствует себя «чужим и неприкаянным». Согласно российским исследователям, в многоязычных символах «автор верно передал застойный характер общественной жизни, бесперспективность, упадок духовного потенциала страны». Роман ставят в ряд с «Интерпретаторами» В. Шойинки и книгами Ч. Ачебе в изображении депрессивных картин духовного паралича, пессимизма и отчаяния.
В книге «Ride Me, Memory» (1973) использовал традиционные африканские стихотворные формы похвалы и поношения, концентрируясь на африканском опыте в Америке.
В 1975 году Авунор вернулся в Гану, где стал преподавать в университете города Кейп-Кост. В конце 1970-х годов подвергался аресту, но вскоре был освобождён. Пребывание в тюрьме, включая два месяца в одиночной камере, отразилось в его сборнике стихов «Дом у моря», вышедшем в 1978 году. Сборник 1987 года «Until the Morning After» был удостоен поэтической премии Содружества для Африки.
Был послом Ганы в Бразилии, где заинтересовался местной африканской диаспорой. Во втором романе «Наконец приходит странник» (Comes the Voyager at Last, 1992) описал афроамериканца, который отправляется в Гану, спасаясь от расизма в США, и ищет место, которое смог бы назвать домом.
С 1990 по 1994 год был представителем Ганы при ООН, где возглавлял комитет по борьбе с апартеидом. В 2000-е годы был председателем Госсовета Ганы.
Погиб 21 сентября 2013 года в Кении при нападении террористов на торговый центр.
В октябре 2013 года на шестой ежегодной встрече Президиума Социнтерна с главами государств и правительств в штаб-квартире ООН была почтена память Кофи Авунора. Говорилось, что Авунор, возглавлявший делегацию Национального демократического конгресса на XXIV конгрессе Социнтерна в Кейптауне, был источником вдохновения для многих и будет жить в его наследии. Присутствующие передали соболезнования НДК Ганы от Социалистического Интернационала.
Ряд стихов Авунора переведён на русский язык. Первым переводом стало стихотворение «Море пожирает землю у моего дома», вышедшее в сборнике «Поэты Ганы» в Москве в 1963 году; подборка его стихотворений вошла в том «Библиотеки всемирной литературы» «Поэзия Африки».

## Произведения
Сборники стихов:
- Rediscovery and Other Poems (1964)
- Night of My Blood (1971)
- Дом у моря (The House by the Sea, 1978)

Переводы фольклора эве:
- Guardians of the Sacred Word. Enugu: Nok Press, 1974.
- Fire in the Valley: Ewe Folktales. Enugu: Nok Press, 1981.

Научные работы:
- The Breast of the Earth: A Survey of the History, Culture, and Literature of Africa South of the Sahara. Anchor Press, 1975. ISBN 0-385-07053-5
- Ghana: A Political History from Pre-European to Modern Times. 1990.